# Centipeda cunninghamii
Centipeda cunninghamii ist eine Pflanzenart in der Unterfamilie der Asteroideae innerhalb der Familie der Korbblütler (Asteraceae). Sie ist in Australien verbreitet.

## Beschreibung
Centipeda cunninghamii ist eine relativ kleine ausdauernde krautige Pflanze, die Wuchshöhen von etwa 20–30 cm erreicht. Sie duftet aromatisch. Die aufrechten bis aufsteigenden, gut verzweigten, kräftigen Stängel sind anfangs oft wollig behaart, später kahl. Bei den wechselständigen und kahlen Laubblätter sind die Blattstiele kaum erkennbar. Die hellgrüne Blattspreite ist 1 bis 3 cm lang, oder bei einer Länge von etwa 15 mm sowie einer Breite von 3 bis 4 mm länglich bis fast spatelförmig und verschmälert sich zur Basis hin. Der Blattrand ist kurz gesägt, gezähnt bis fast ganzrandig.
In Tasmanien reicht die Blütezeit vom Frühling bis zum Herbst. Die meist einzeln seitenständigen, sitzenden, körbchenförmigen Blütenstände sind bei einem Durchmesser von 4 bis 8 mm fast kugelig bis bikonvex. Die mehrreihigen Hüllblätter sind bei einer Länge von 2 bis 3 mm mehr oder weniger eiförmig mit stumpfem oberen Ende und winzig gezähnten Rand. Es gibt außen meist sechs bis acht Reihen hunderter weiblicher Blüten und im Zentrum etwa 10 bis 60 zwittrige Blüten in jedem Blütenkorb. Die Röhrenblüten sind creme-grün.
Die oberhalb der Rippen kahlen, gelblich-grünen Achänen sind bei einer Länge von 1,5 bis 2,5 mm keulenförmig mit gerundetem bis gestutztem, schwammigem oberen Ende. Es ist kein Pappus vorhanden.
Die Chromosomenzahl beträgt 2n = 20.

## Verbreitung
Sie kommt in Feuchtgebieten fast ganz Australiens vor, außer Queensland, aber selten im nördlichen Tasmanien in der Nähe von Launceston und auf King Island.

## Taxonomie
Die Erstbeschreibung erfolgte 1838 unter dem Namen (Basionym) Myriogyne cunninghamii DC. durch Augustin Pyrame de Candolle in Prodromus Systematis Naturalis Regni Vegetabilis ..., Band 6, S. 139. Die Neukombination zu Centipeda cunninghamii (DC.) A.Braun & Asch. wurde 1867 durch Alexander Karl Heinrich Braun und Paul Friedrich August Ascherson in Index Seminum in Horto Botanico Berolinensis, App. 1, S. 6 veröffentlicht. Ein weiteres Synonym für Centipeda cunninghamii (DC.) A.Braun & Asch. ist Cotula cunninghamii F.Muell.

## Verwendung als Heilpflanze
Centipeda cunninghamii wurde von den Aborigines bereits seit langem als Heilmittel verwendet. 1988 von den Aura Laboratories wurde der Wirkstoff genauer untersucht. Allerdings ist noch nichts Genaueres über den Grund der heilenden Wirkung bekannt. Der Extrakt ist trotzdem, als „Plantolin“®, im Handel. Er wird in verschiedenen Formen, und besonders bei Hautproblemen, angewendet.